# Saint-Éloy-de-Gy
Saint-Éloy-de-Gy è un comune francese di 1 572 abitanti situato nel dipartimento del Cher, nella regione del Centro-Valle della Loira.

## Società

### Evoluzione demografica
Abitanti censiti